# Genelo (filho de Tiridates)
Genelo (em latim: Genelus; em armênio: Գնել; romaniz.: Gnel; m. 359) foi um príncipe da dinastia arsácida da Armênia, filho de Tiridates e sobrinho do rei Ársaces II (r. 350–368). Casou-se com Farranzém, a filha de Antíoco II do principado de Siúnia. Em 359, foi vítima das maquinações de seu primo paterno Tirito, que desejava desposar sua esposa, e foi executado por seu tio quando tentava fugir.

## Nome
Genelo (Genelus) é a forma latina do armênio Guenel (Գնել, Gnel), que derivou do verbo gneay (գնեայ), "comprar".

## Vida

### Origens e vida no estrangeiro

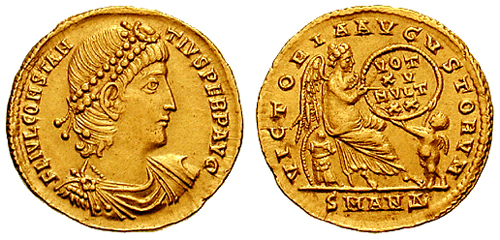
Soldo de r.

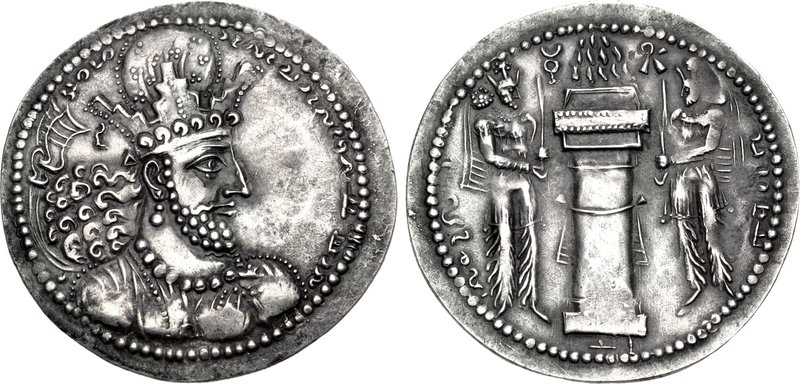
Dracma de r.

Genelo era um príncipe (sepu) da dinastia arsácida reinante, filho de Tiridates, o filho de Tigranes VII (r. 339–350) e irmão de Ársaces II (r. 350–368), com uma nobre de nome incerto, filha de Genelo I da família Genúnio. O momento exato de seu nascimento é incerto, mas nasceu no reinado de seu avô paterno. Ao ser mencionado por Fausto, o Bizantino, foi referido como grão-príncipe (em armênio: մեծ սեպուհ; romaniz.: mec sepuh), o que pode significar um título particular que reforçava sua posição privilegiada ou é uma referência genérica que alude às suas qualidades. Seja como for, ao final do reinado de Tigranes, o rei e seus familiares foram levados pelo xainxá Sapor II (r. 309–379) (confundido com Narses I no relato de Fausto) como reféns políticos para Ctesifonte. Irritados com a situação, os nobres armênios solicitaram ajuda do imperador Constâncio II (r. 337–361) (confundido com Valente no relato de Fausto), que invadiu a Armênia e expulsou os iranianos. Em decorrência de sua vitória, Constâncio enviou emissários a Sapor para tratar da paz e exigiu que realizassem uma troca de reféns, que resultou no retorno da família real armênia. Nesse interim, Sapor havia designado Ársaces como rei no lugar de Tigranes.
Em algum ponto após esses eventos, Tiridates, seu filho Genelo e seu sobrinho Tirito, filho de Artaxias, foram enviados para Constantinopla como reféns políticos. Moisés de Corene afirmou que os arsácidas foram entregues por Tigranes VII a Juliano (r. 361–363) depois que se encontraram e o último solicitou reféns e tropas para sua campanha contra os sassânidas, mas as fontes clássicas não confirmam que Juliano encontrou-se com qualquer rei armênio, bem como sua menção no reinado de Tigranes VII é anacrônica, haja vista ser contemporâneo de Ársaces II. O relato de Moisés de Corene segue afirmando que Constâncio (confundido com Valentiniano I no relato de Moisés de Corene) enviou emissários portando carta endereçada a Ársaces na qual solicitava um estreitamento das relações romano-armênias após a ajuda que prestou expulsando os iranianos, mas Ársaces tratou os emissários com frieza e os mandou de volta. Segundo Moisés de Corene, em resposta, Constâncio ordenou que Tiridates fosse executado e supostamente enviou o general Teodósio para atacar os armênios,[a] mas os romanos foram parados na fronteira pelo católico Narses I que, a mando de Ársaces, entregou seu tributo devido e estava com presentes ao imperador. A embaixada de Narses I, datada de 358, foi distintamente referida nas fontes primárias. Para Fausto, sua ida à corte imperial resultou em seu exílio, pois durante a visita enfureceu Constâncio; para Moisés, por outro lado, Narses foi bem-sucedido em sua missão e retornou à Armênia ao lado da nobre Olímpia, que foi concedida a Ársaces como esposa. Em ambos os relatos, os arsácidas mantidos como reféns foram libertados e devolvidos ao rei armênio, mas para Fausto foram entregues aos nobres que acompanharam Narses, enquanto que para Moisés retornaram junto do católico. Moisés comenta que Genelo, em compensação pela execução de seu pai, foi nomeado cônsul, mas os Fastos e as fontes clássicas não mencionam esse fato, o que pode configurar uma invenção.

### Retorno à Armênia
Segundo Moisés, ao retornar, dirigiu-se à cidade de Cauxe, no sopé do monte Aragats, para visitar seu avô Tigranes VII, que o instruiu a viver na cidade e lhe deu todas as suas posses e propriedades por ressentir a morte de seu filho Tiridates. Mais adiante, desposou Farranzém, filha de Antíoco II da família Siuni. O casamento foi celebrado à moda da realeza, com presentes sendo concedidos a todos os príncipes. Os príncipes entregaram-lhe seus filhos, que os aceitou e lhes deu presentes, aumentando sua popularidade junto à nobreza. Moisés sustentou que tamanha popularidade, adquirida desde seu suposto consulado, teria despertado inveja em seu primo Tirito, que buscou meios de tramar contra ele. Fausto, por outro lado, alegou que a modéstia e beleza de Farranzém a tornaram popular na corte e atraíram para si a atenção de Tirito, que apaixonou-se e a desejou. Em ambos os relatos, Tirito (junto de Vardanes I, segundo Moisés) aproximou-se de Ársaces e lhe disse inverdades a respeito de Genelo:
| “ | Genelo deseja reinar e matá-lo. Todos os magnatas, nacarares e azates amam Genelo e todos os nacarares desse reino desejam seu senhorio sobre si em vez do teu, dizendo: 'Saibas disso, ó rei, e vejas o que tu deves fazer para poder sobreviver.' | ” |
|   | — Fausto, o Bizantino, Histórias Épicas, IV.XV.125-126. |   |

| “ | Tu não sabes que Genelo está conspirando para matá-lo para que possa reinar em teu lugar? Vejas, vejas a prova do assunto, ó rei. Genelo fixou residência em Airarate em suas terras reais, e a afeição de todos os príncipes está do lado dele. Pois os imperadores planejaram isso dando a ele a honra do consulado e muito tesouro com o qual subornou os príncipes. [...] Com meus próprios ouvidos [Vardanes], ouvi Genelo dizendo: 'Não abandonarei a vingança pela morte de meu pai sobre meu tio, por culpa de quem [isso] ocorreu'. | ” |
|   | — Moisés de Corene, História da Armênia, IV.23. |   |

### Morte
Desse ponto em diante, as fontes divergem a respeito do destino de Genelo. 

#### Moisés de Corene
Moisés, num relato mais breve, alegou que Vardanes e Tirito foram enviados a Genelo para questioná-lo do motivo de residir em Airarate, em detrimento do costume segundo o qual todos os príncipes, exceto o herdeiro, deviam residir em Astianena, Aliovita e Arberânia com estipêndios e receitas do tesouro régio. Os emissários lhe deram a ordem de evacuar a região e devolver os príncipes da nobreza ou ser executado. Genelo acatou as ordens e e dirigiu-se para Aliovita e Arberânia, ambas na Vaspuracânia. Algum tempo depois, Ársaces dirigiu-se ao distrito de Cogovita, em Airarate, com o intuito de caçar e ficou satisfeito ao conseguir abater muitos animais num curto espaço de tempo. Tirito e Vardanes, que o acompanharam, instigaram uma nova intriga entre o rei e Genelo ao alegarem que o príncipe, em sua cidade de Saapivano, que recebeu de seu avô materno Genelo, tinha à sua disposição maiores quantidades de animais para caçar. Ciente disso, Ársaces dirigiu uma carta a Genelo:
| “ | Ársaces, rei da Grande Armênia, a Genelo, meu filho, saudações. Procure as regiões [mais] abundantes em caça na montanha de Tsalique (ao norte do lago de Vã) que são arborizadas e irrigadas, e prepare-se para que, quando chegarmos, possamos encontrar uma caça digna de reis. | ” |
|   | — Moisés de Corene, História da Armênia, IV.23. |   |

Ársaces dirigiu-se ao local citado em sua carta pouco depois que a enviou na expectativa de poder prender Genelo caso não encontrasse os preparativos que ordenou. Ao chegar, no entanto, viu que suas ordens foram atendidas e que havia grandes quantidades de caça disponíveis. Consumido pela inveja e pela suspeita, ordenou de Vardanes matasse Genelo, mas que simulasse um acidente, alegando que havia mirado num animal e o atingiu por engano. Vardanes aceitou as ordens, porém não por lealdade ao rei, mas para agradar aos desejos de seu amigo Tirito. Ársaces ordenou que os príncipes levassem o corpo de Genelo à planície de Aliovita e o enterrassem na cidade real de Zarixata, onde deviam lamentar sua morte. As maquinações do rei foram descobertas pela nobreza e pelo católico Narses, que o repreendeu. Ársaces não desistiu de seus planos, apesar da opinião geral negativa a respeito dos fatos, e ordenou que os tesouros e propriedades do falecido fossem tomados pela coroa. Além disso, desposou a viúva Farranzém.

#### Fausto, o Bizantino
De acordo com Fausto, as palavras mentirosas de Tirito foram repetidas muitas vezes perante Ársaces, que encheu-se de rancor e ódio contra Genelo. Alegou Fausto que o rei o perseguiu em inúmeras ocasiões e fez várias conspirações. Em 359, aproveitando o festival celebrado no Navassarde (Ano-Novo), Ársaces persuadiu Genelo a comparecer na celebração com o intuito de matá-lo. Ordenou que Vardanes I atuasse como emissário e lhe disse para chamá-lo, sem revelar-lhe a respeito dos planos de matá-lo. O príncipe estava estacionado em Ataviveteque (Աթավիվտք, Atavivtk’), perto de Saapivã, onde estava localizado o campo de caça e a casa de campo da realeza. Vardanes convenceu Genelo a comparecer com seu séquito e esposa, dizendo: "O rei Ársaces não quer passar a festa de Navassarde sem ti, pois se tornou bem-intencionado e afetuoso com ti, pois não encontrou mal algum em ti como foi afirmado por caluniadores. E percebeu que até agora te odiava sem propósito, pois tu mereces grande amor dele." Genelo se apressou para chegar ao acampamento real antes do dia seguinte, pois iria ser celebrada a festa dedicada ao profeta João Batista, conforme instituído por Gregório, o Iluminador e Tiridates III décadas antes, na cidade de Bagarana. A população estava reunida e o católico Narses I, então liberto de seu exílio, convocou bispos para participarem do evento.
Ao amanhecer, o séquito de Genelo chegou ao acampamento real e o aviso de sua chegada foi dado a Ársaces. O rei ordenou que ele fosse mantido do lado de fora, onde seria capturado e levado para sua execução. Fausto relata que Genelo foi surpreendido enquanto cavalgava em seu cavalo por soldados portando espadas longas, lanças, sabres, machados, dardos e escudos, que arrastaram-no de seu cavalo, amarraram suas mãos para trás e o levaram ao local de execução. Farranzém, que havia chegado junto do séquito de Genelo numa liteira, ao ver a cena, apressou-se para dentro da tenda onde estavam os clérigos e a população reunida e gritou por socorro, explicando a situação. Narses apressou-se para encontrar Ársaces, que ao perceber que o católico iria interceder pelo condenado, fingiu estar sonolento para não dar ouvidos às súplicas e sermões. Erasmaque, o executor-chefe, adentrou o recinto e relatou que as ordens haviam sido cumpridas, o que motivou mais uma série de reprimendas de Narses. Genelo foi decapitado em Lesim, situado nas montanhas próximas, perto da cerca que circunda o campo de caça em frente ao salão de festas real, nas fontes de murta em frente ao acampamento. Ársaces saiu de seus aposentos e ordenou que os presentes lamentassem a morte do executado. Alega-se que sentou-se junto ao corpo e chorou, ordenando que os demais realizassem o mesmo. Pouco tempo depois, Ársaces soube das maquinações de Tirito que culminaram na execução de Genelo, ordenou que fosse capturado e morto e desposou Farranzém.

## Avaliação
Richard G. Hovannisian sugeriu, desconsiderando o relato romântico de Fausto, que sua execução, e a subsequente execução de Tirito, foram motivadas pelo receio de Ársaces de que eles poderiam rebelar-se para tomar o trono. Nina Garsoïan, por sua vez, propôs que as citações de Tirito a respeito de Genelo refletem como a presente de Genelo e Tirito foi sentida na corte arsácida, haja vista serem príncipes da linhagem principal da família e poderem reivindicar o trono, com suporte da nobreza. Genelo, em específico, ao ser referido como grão-príncipe, podia estar numa posição melhor para confrontar a autoridade de Ársaces, caso essa situação ocorresse. Garsoïan corrobora sua argumentação no relato de Moisés acerca dos campos de caça de Genelo, nos quais supostamente abundava maior número de animais para caça, o que no jargão iraniano implicava um crime de lesa-majestade. V. S. Nalbandyan sugeriu que Genelo e Tirito representavam, respectivamente, lideranças das facções pró-romana e pró-iraniana que dividiriam a nobreza armênia ao longo do século IV em decorrência dos conflitos entre o Império Romano e o Império Sassânida pela supremacia sobre o Reino da Armênia.